# Jaromir Sokołowski
Jaromir Maciej Sokołowski (ur. 25 lutego 1971 w Łodzi) – polski dyplomata, publicysta, urzędnik państwowy. W latach 2010–2015 podsekretarz stanu w Kancelarii Prezydenta RP, w latach 2015–2016 ambasador RP w Szwajcarii.

## Życiorys
Studiował germanistykę i stosunki międzynarodowe na uczelniach w Warszawie i Hamburgu. Od 1998 do 2003 był sekretarzem Ambasady RP w Berlinie. Od 2003 do 2007 komentował politykę międzynarodową w Polskim Radiu, Telewizji Polskiej i TVN24. Od 2005 był doradcą wicemarszałka Sejmu Bronisława Komorowskiego. W latach 2007–2010 zajmował stanowisko dyrektora generalnego gabinetu marszałka Sejmu.
W lipcu 2010 został podsekretarzem stanu w Kancelarii Prezydenta RP ds. polityki zagranicznej. Pełnił tę funkcję do sierpnia 2015. W tym samym miesiącu powołany na stanowisko ambasadora nadzwyczajnego i pełnomocnego RP w Szwajcarii oraz w Liechtensteinie. Zakończył pełnienie tych funkcji 30 września 2016.

## Odznaczenia
- Krzyż Kawalerski Orderu Odrodzenia Polski (2015)[8]
- Komandor Orderu Trzech Gwiazd – Łotwa (2012)[9]
- Komandor Orderu Świętego Karola – Monako (2012)[10]
- Komandor z Gwiazdą Orderu Zasługi – Norwegia (2012)[11]
- Wielki Oficer Orderu Zasługi – Portugalia (2012)[12]
- Order Krzyża Ziemi Maryjnej II klasy – Estonia (2014)[13]
- Krzyż Wielki Orderu Zasługi Republiki Włoskiej (2014)[14]
- Medal Prezydenta Republiki Słowackiej (2015)[15]
- Order „Za zasługi” III klasy – Ukraina (2015)[16]
- Komandor Legii Honorowej – Francja (2015)[17]